# Laccophilus guignoti
Laccophilus guignoti är en skalbaggsart som beskrevs av Legros 1954. Laccophilus guignoti ingår i släktet Laccophilus och familjen dykare. Inga underarter finns listade i Catalogue of Life.